# Cultura Gumelnitsa

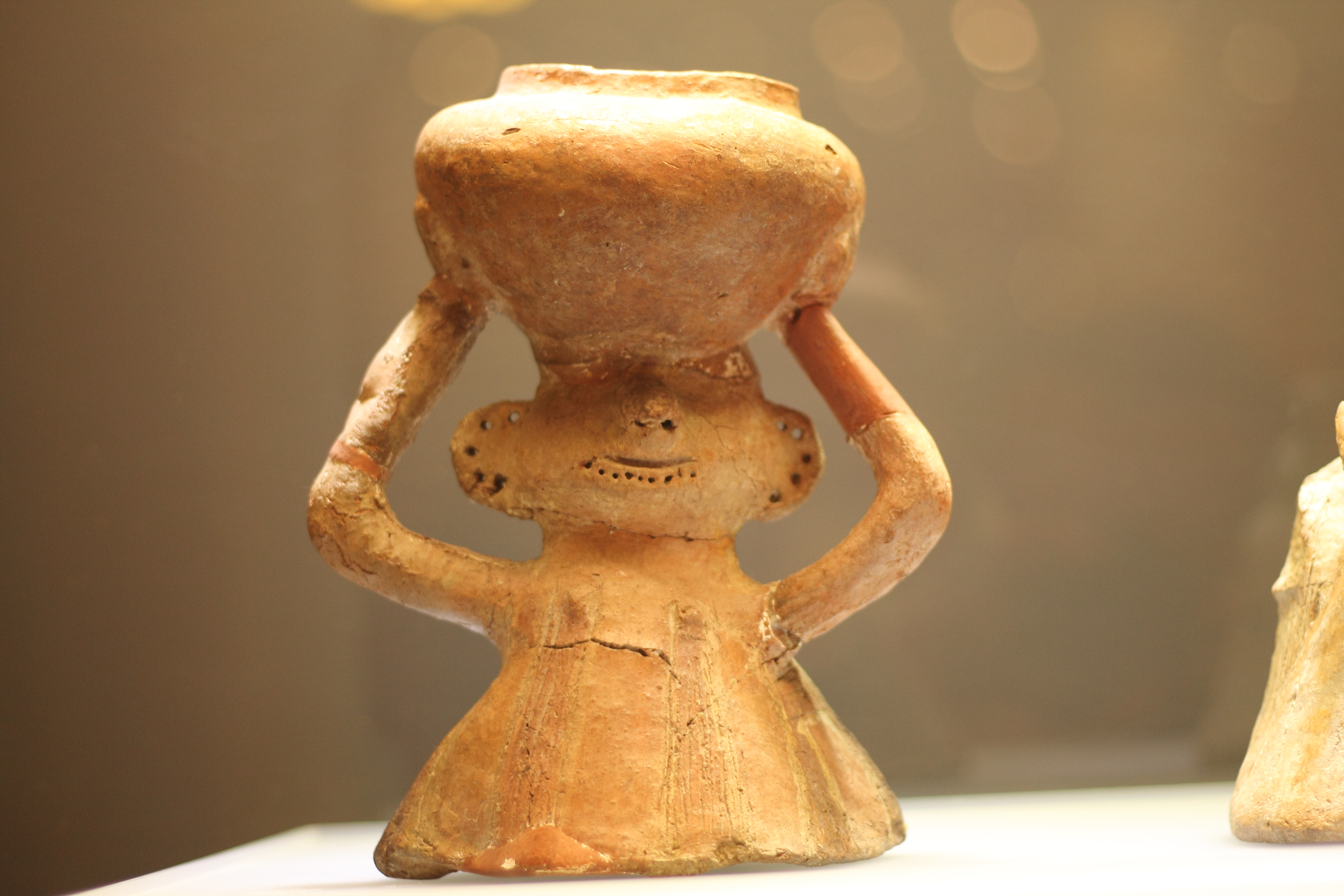
Estatuilla de la cultura Gumelnitsa-Karanovo VI

La cultura Gumelnitsa sucedió a la cultura de Boian. Se extendió desde la llanura danubiana en Rumania a la Bulgaria oriental hasta los Balcanes y con diversas fases de desarrollo. Sus estaciones arqueológicas tiene el aspecto de tell, formado por una superposición de asentamientos sucesivos.
La cultura gumelniţa dura desde la segunda mitad del quinto milenio a. C. hasta el inicio del segundo milenio a. C. Es contemporánea, al menos en parte, la cultura transilvánica de Petreşti.
El excedente productivo atraía expediciones de saqueo, como muestra el gran número de armas de sílex que caracteriza todo el complejo cultural.

## Características
Están documentadas la ganadería y la agricultura, aunque la caza y la pesca debían tener gran importancia, ya que se ha hallado un gran número de arpones de hueso y cuerno.
Esta cultura tiene poblados de tipo tell, con viviendas rectangulares de adobe y tapial, ocupadas por gentes agricultoras y ganaderas. Los tejados de las casas son a doble vertiente y las ventanas redondas. Conocemos estos datos por las miniaturas de las casas halladas en las excavaciones. Los poblados se organizan ortogonalmente, siendo un buen ejemplo Potianitsa, poblado fortificado con tres líneas de empalizada paralelas, planta rectangular de 45 × 30 metros con una entrada por cada lado. La planta es rectangular y con dos o tres habitaciones. Perdura durante todo el Calcolítico, con ocho fases de construcción.
Las cerámicas e ídolos recuerdan a los de Vinça, pero la alfarería se individualiza por su acabado peculiar, con superficies lustrosas conseguidas con la aplicación de grafito y la cocción a temperaturas muy elevadas. Hay que mencionar la vasija pintada.
La metalurgia está plenamente consolidada. Hay hachas-escoplo planas, anzuelos de alambre, alfileres con cabeza de doble espiral y con hachas-pico de perforación transversal, para enmangar, de tipo Vidra. Los adornos de oro se consideran hasta cierto punto definidores de la cultura de Gumelnitsa.
Si en Vinča se hablaba de las minas de Rudna Glâva, ahora hay que mencionar las minas búlgaras de Ai Bunar, que debieron ser fuente de la mayor parte del mineral utilizado en el Calcolítico de la región. Las labores de explotación consisten en trincheras a cielo abierto, habiéndose documentado hasta once, que llegan a medir en superficie hasta 110 metros de largo y 10 de ancho, alcanzando profundidades de hasta 20 metros. 
El fuego, aunque no está constatado, no se descarta. En Ai Bunar debieron extraerse a lo largo de la Edad del Cobre, millares de toneladas de mineral, corriendo su extracción a cargo de los habitantes de siete poblados mineros que se encontraban en un radio de 15 km en torno a la mina. En ellos se han localizado algunos stocks de mineral reducidos a polvo y yacimientos con hachas-martillo de cobre, mazas de piedra, etc. Se estima que del 55 al 60 % de los cobres que en Bulgaria se asocian a la cultura de Gumelnitsa, proceden de las minas de Ai Bunar. Constituyen también la materia prima de las ricas series metálicas de la necrópolis de Varna. Estos cobres han sido exportados hacia el norte, a lo largo de las orillas del mar Negro, hasta las regiones del Dniéper y el Don.
- Datos: Q2556093
- Multimedia: Gumelnița-Karanovo culture / Q2556093